# Улица Вели Мамедова
Улица Вели Мамедова (азерб. V. Məmmədov küçəsi) — улица в Баку, в историческом районе Ичери-шехер (Старый город).

## История
Названа в честь азербайджанского политика Вели Мамедова (1931—1991).
Одна из старейших улиц города, часть древнего караванного пути, вела к Сальянским городским воротам.
Прежнее название улицы — Бухарская. В советские времена (с 1939 по 1991 год) носила имя Герцена.

## Достопримечательности
д. 1 — Посольство Польши (2010).
д. 4 — Баня Касум-бека
д. 24 — Дом Рамазановых (1895, построен для купца Хаджи Мамедкерима Рамазанова).